# 톡파원 25시
《톡파원 25시》는 대한민국의 JTBC에 방송 중인 예능 텔레비전 프로그램이다.

## 기획 의도
CNN에 특파원이 있다면 우리에게는 톡파원이 있다! 생생한 세계 각국의 현지 영상도 살펴보고 화상 앱을 통해 다양한 톡파원들과 깊이 있는 토크쇼다.

## 방송 일정
| 방송 채널 | 방송 기간                        | 방송 시간                           | 비고 |
| --------- | -------------------------------- | ----------------------------------- | ---- |
| JTBC      | 2022년 2월 2일 ~ 2022년 5월 25일 | 매주 수요일 밤 9시 ~ 10시 30분      |      |
| JTBC      | 2022년 6월 6일 ~ 현재            | 매주 월요일 밤 8시 50분 ~ 10시 30분 |      |

## MC
- 전현무
- 김숙
- 양세찬
- 이찬원

## 역대 MC
| 역대 | 진행자 | 진행자 | 진행자 | 진행자 | 진행기간              | 비고              |
| 역대 | 남성   | 남성   | 남성   | 여성   | 진행기간              | 비고              |
| ---- | ------ | ------ | ------ | ------ | --------------------- | ----------------- |
| 1대  | 전현무 | 양세찬 | 이찬원 | 김숙   | 2022년 2월 2일 ~ 현재 | [ 1 ] [ 2 ] [ 3 ] |

## 패널
- 다니엘 린데만
- 알베르토 몬디
- 줄리안 퀸타르트
- 타일러 라쉬
- 테라다 타쿠야

## 게스트
- 장윤정 - 특별 MC (3회)
- 블레어 (3회)
- 곽민수 - 고대 이집트 전공 고고학자 (8회)
- 이창용 - 미술사 강사 (9, 18, 29, 30, 33, 43, 53, 70, 91, 92회)
- 야닉 (11회)
- 알파고 시나씨 (13, 14, 17, 34, 50회)
- 안우성 (15,43, 84회)
- 권가민 (15회)
- 심용환 (16, 20회)
- 장진명 - 명품감정사 (17회)
- 백은하 - 배우연구소소장 (19, 26, 70회)
- 심용환 - (16, 20, 24, 29, 30, 36, 47, 51, 91회)
- 오영욱 - (21,56,87,105회)
- 박찬일 - (22회)
- 김병현 - (23,110회)
- 조원희 - (23,76회)
- 신동헌 - (24, 34, 46, 63회)
- 김영화 - (25회)
- 프래 - (26회)
- 럭키 - (27, 29, 30회)
- 안나경 - (28회)
- 윤지성 - (31회)
- 미미 - (32회)
- 한수현 - (32회)
- 소유 - (33회)
- 이채현 - (33회)
- 유희관 - (34회)
- 알파고 - (34, 71회)
- 강지영 - (35회)
- 임승휘 - (35, 52회)
- 조나단 - (36회)
- 패트리샤 - (36회)
- 허재 - (37회)
- 이보미 - (37회)
- 성종 - (38회)
- 로희 - (38회)
- 로아 - (38회)
- 정동원 - (39,100회)
- 프래 - (40, 64회)
- 존 박 - (41회)
- 전범선 - (41회)
- 강예서 - (42회)
- 서영은 - (42회)
- 김종현 - (44회)
- 김지윤 - (44회)
- 김병현 - (45회)
- 허니제이 - (46회)
- 수잔 샤키야 - (47회)
- 팽수 - (48회)
- 이연복 - (49회)
- 성진스님 - (50회)
- 하성용 신부 - (50회)
- 방민아 - (56회)
- 명세빈 - (57회)
- 백다혜 - (58회)
- 손미나 - (59회)
- 썬킴 - (60, 61, 66, 68, 75, 85, 90, 97, 102, 108회)
- 이무진 - (62, 108회)
- 이시아 - (65회)
- 박하선 - (66회)
- 서영택 - (72회)
- 허영지 - (74회)
- 오나라 - (78, 87, 88회)
- 장예은 - (79회)
- 신지 - (81회)
- 정용화 - (84회)
- 김지웅 - (86회)
- 한유진 - (86회)
- 조현아 - (88회)
- 박산다라 - (89회)
- 태항호 - (90회)
- 디타 - (93회)
- 정찬성 - (94회)
- 휘서 - (95회)
- 로빈 - (95회)
- 츄 - (96회)
- 최실장 - (96회)
- 일리야 - (97회)
- 표창원 - (98회)
- 산들 - (99희)
- 공찬 - (99회)
- 텐 - (101회)
- 홍이삭 - (102회)
- 이시원 - (103회)
- 곽튜브 - (104회)
- 홍석천 - (106회)
- 송민교 - (106회)
- 장우철 - (107회)
- 이수빈 - (107회)
- 줄리엔 강 - (109회)
- 이정신 - (111회)
- 인순이 - (112회)
- 페퍼톤스 - (113회)
- 곽시양 - (124회)
- 최원영 - (125회)
- 조혜련 - (129회)
- 원지 - (131회)

## 현지 톡파원

### 고정
- 홍콩 박예슬

미국 UC Berkeley 인지과학 졸업, 미국 테크회사 임원으로 근무 중, 금융계 종사 한국인 남편과 결혼, '애쉬베리' 라는 패션 사업 운영 , '슐리이야기' 유튜브 채널 운영하며 커리어, 가족, 홍콩생활에 대한 다양한 이야기를 전하고 있다. 홍콩에 살고 있는 집을 공개하며 큰 화제를 모았다.
- 미국 한예린

부산예술고등학교 성악과 수석 입학, 서울대학교 음악대학 성악과 실기 수석 졸업. 맨해튼 음대 재학 중. 오페라 공연, 졸업 독창회 공연 준비로 임시 하차. 약 1개월 후 복귀 한다고 하였고 21회에서 복귀하였으며 맨해튼 음대도 졸업했다고 밝혔다
- 일본 유재윤

와세다대학 대학원 재학 중이며, 프리랜서 한국어 강사. 현재 기치조지 거주 중이다.
- 프랑스 문주

파리 거주중인 한국계 프랑스인이자 약 22만명 구독자를 보유한 파리지앙 TV 채널을 운영하는 유튜버이다.
- 이탈리아 현준역

로마 거주 20년차이고 성악을 전공하였으며, 12년차 이탈리아 현지 여행 가이드이자 아버지 회사인 로마달구지여행 여행사 본부장이다.
- 오스트레일리아 신상훈

보디빌더이자 호주 ICN 내추럴 챔피언십 1등 수상자. 브리즈번 거주 6년차이며 브리즈번 헬스 트레이너로 근무 중이다.

- 남아프리카 공화국 장윤정

한국에서 초등학교 교사 근무 중 원어민 영어 강사인 남편을 만나 결혼하여 현재 남아공에 거주하고 있다.

### 비고정
- 스위스 멜라니, 문태준

스위스 빌/비엔에 거주 중인 국제 부부로, 오케스트라에서 만나 부부로 연을 맺었다. 둘 다 일본 혼혈로 문태준은 한국·일본 혼혈, 멜라니는 스위스·일본 혼혈이다.
- 라오스 유수영

비엔티안 소재의 초등학교 체육 교사이다.
- 이집트 마재영, 하닌 무하마드 (현지 안내인)

약 9개월째 세계여행 중인 배낭여행가이자 '레온 트래블' 채널을 운영 중인 유튜버이다.
- 싱가포르 김나현 (현지 안내인)

싱가포르 13년차. 싱가포르 국립대학 건설공학 전공중이다.
- 네덜란드 인주연

암스테르담 대학교 미디어학과 1학년 재학 중이다.
- 태국 홍동균

태국 마히돌대학교 미디어커뮤니케이션학과 1학년 재학 중. 태국의 약 30억 조회수의 로맨스 웹 소설의 주인공 사진으로 사용되어 현지에서 길거리에서 알아볼 때도 있다고 밝혔다.
- 볼리비아 에콰도르 이소정

2022년 1월부터 세계여행 중인 톡파원이다.
- 독일 최수아

독일에 거주하는 바순 전공 유학생. 현재 하노버 거주 중이다.
- 영국 강유나

일본에서 10년 정도 거주하였으며, 영국 생활 4년차이고 영국인 남편과 결혼했다.
- 포르투갈 최영연

한국에서 포르투칼어를 전공하고 코임브라 대학교에서 교환학생으로 재학중

### 하차
- 중국 신아름 (1~6회)

칭화대학 재학 중. 개인사정으로 6회를 끝으로 하차
- 튀르키예 톡파원 이준원

포스코 터키 지사 인턴으로 근무하며 활동했으나, 2023년 대한항공 신입 객실 승무원으로 합격하여 하차했다.

## 결방 및 편성 변경
2022년
- 3월 2일 : SBS MBC KBS 제20대 대통령선거 제3차 후보 토론회 관계로 결방.
- 3월 9일 : KBS MBC SBS 제20대 대통령선거 개표방송 관계로 결방.
- 6월 1일 : MBC KBS SBS 지방선거 개표방송 관계로 결방.
- 9월 5일 : KBS 뉴스특보 제11호 태풍 "힌남노" 북상으로 인한 결방
- 10월 31일 : KBS MBC SBS 이태원 압사 사고 참사 여파로 인한 결방.
- 11월 28일 : KBS 스포츠 2022년 카타르 월드컵 H조 한국 VS 가나 카타르 월드컵 스페셜 편성 관계로 결방.

2023년
- 10월 2일 : 톡파원 25시 추천 여행 TOP3 스페셜 방송 인한 결방.

2024년
- 1월 15일 : 톡파원 25시 추천 여행 TOP3 스페셜 방송 인한 결방.
- 12월 9일 : 윤석열 정부 비상계엄 뉴스특보 편성으로 인한 결방.

2025년

## 참고 사항
- 방송 초기때 파일럿 편성해왔으나, 아쉽게도 스포츠 중계로 결방되었다.
- 시청률 2~3퍼센트를 유지하고 있다.